# Xăng

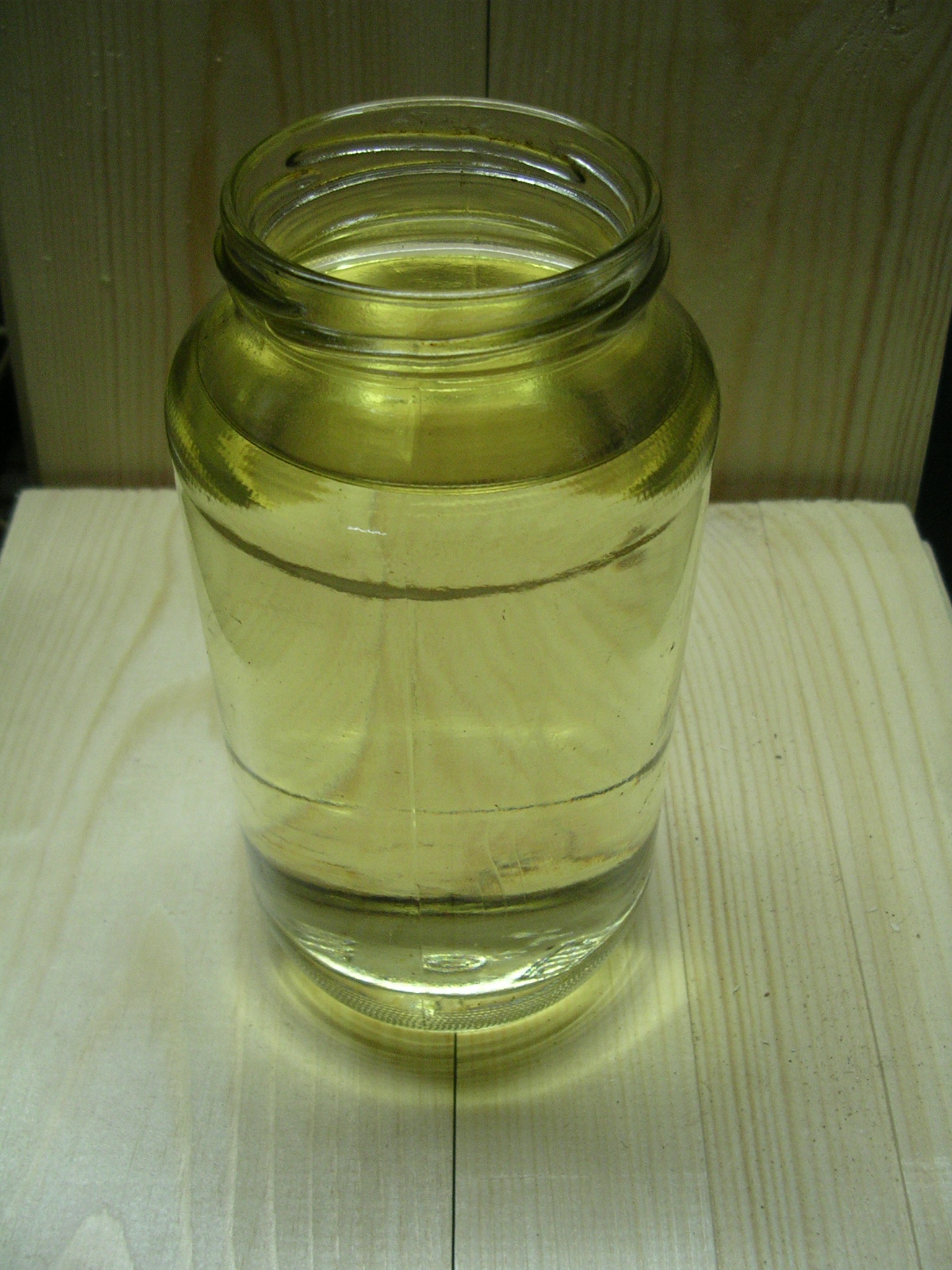
Xăng RON 80 trong lọ mason 720 ml

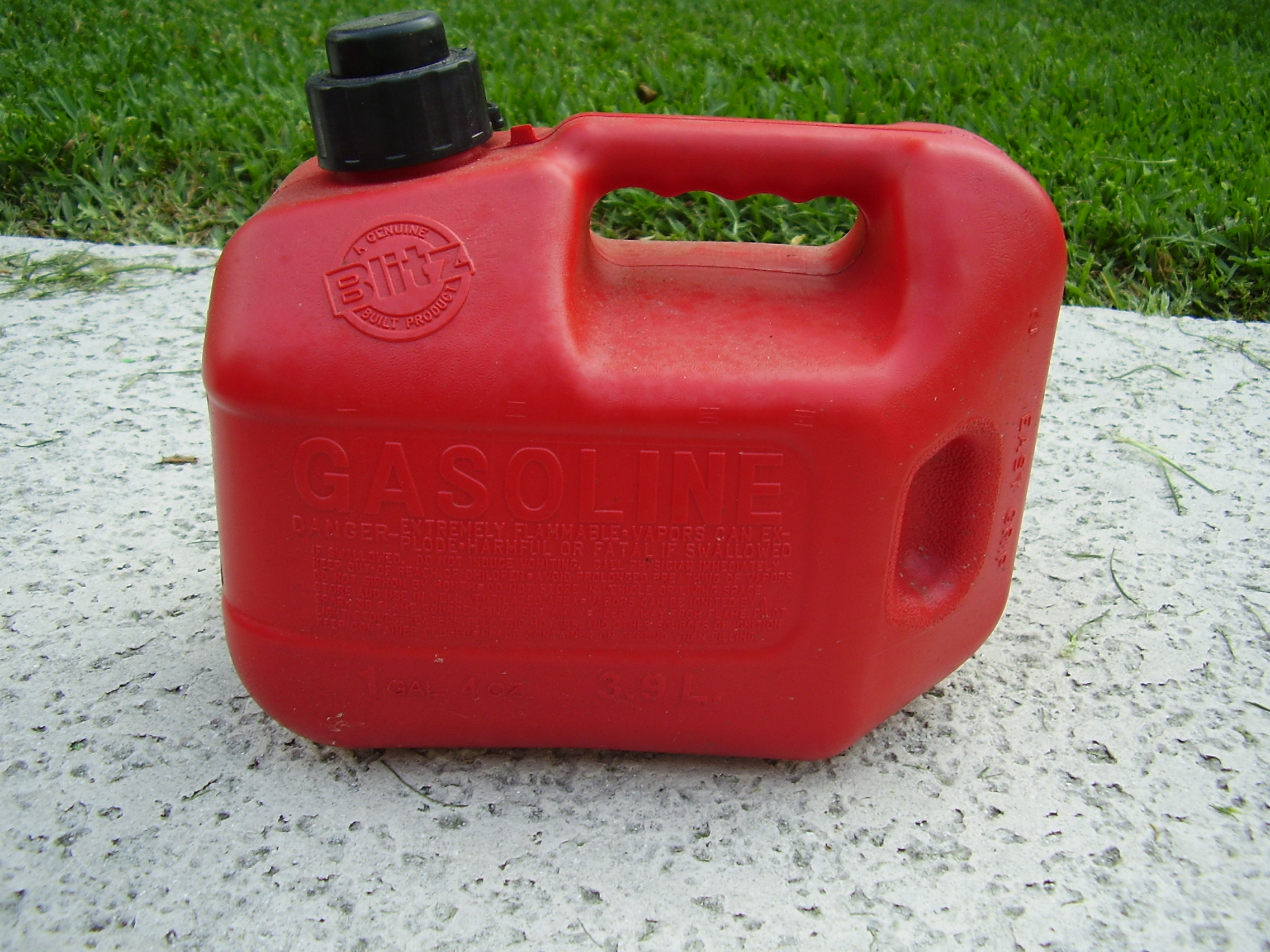
Một bình đựng xăng thông thường chứa 1,03 USgal.

Xăng hay Ét xăng (tiếng Pháp: essence) là một chất lỏng dễ cháy có nguồn gốc từ dầu mỏ, được sử dụng chủ yếu làm nhiên liệu trong hầu hết các động cơ đốt trong. Nó bao gồm chủ yếu là các hợp chất hữu cơ thu được từ quá trình chưng cất phân đoạn dầu mỏ, được tăng cường với nhiều loại phụ gia.
Đặc tính của hỗn hợp xăng đặc biệt để chống cháy quá sớm (nguyên nhân gây ra hiện tượng kích nổ máy và làm giảm hiệu quả trong động cơ piston) được đo bằng chỉ số octane, được sản xuất theo nhiều cấp độ. Sau khi được sử dụng rộng rãi để tăng chỉ số octane, chì ê-ty-len (dùng chống kích nổ) và các hợp chất chì khác không còn được sử dụng ở hầu hết các lĩnh vực (chúng vẫn được sử dụng trong hàng không và đua xe hơi). Các hóa chất khác thường được thêm vào xăng để cải thiện tính ổn định và hiệu suất của hóa chất, kiểm soát sự ăn mòn và cung cấp hệ thống làm sạch nhiên liệu. Xăng có thể chứa các hóa chất chứa oxy như ethanol, MTBE hoặc ETBE để cải thiện quá trình đốt cháy.
Xăng có thể xâm nhập vào môi trường không có tổ chức, cả dưới dạng lỏng và hơi, do rò rỉ và xử lý trong quá trình sản xuất, vận chuyển và giao hàng (ví dụ: từ bể chứa, từ sự cố tràn, v.v.). Là một ví dụ về các nỗ lực kiểm soát rò rỉ như vậy, nhiều bể chứa dưới lòng đất được yêu cầu phải có các biện pháp rộng rãi để phát hiện và ngăn chặn rò rỉ đó. Xăng chứa benzen và các chất gây ung thư được biết đến khác.

## Lịch sử
Các động cơ đốt trong đầu tiên phù hợp để sử dụng trong các ứng dụng vận chuyển, được gọi là động cơ Otto, được phát triển ở Đức trong quý cuối của thế kỷ 19. Nhiên liệu cho những động cơ đầu tiên này là một hydrocarbon tương đối dễ bay hơi thu được từ khí than. Với điểm sôi gần 85 °C (185 °F) (octaneee sôi cao hơn khoảng 40 °C), nó rất phù hợp cho bộ chế hòa khí sớm (thiết bị bay hơi). Sự phát triển của bộ chế hòa khí "vòi phun" cho phép sử dụng nhiên liệu ít bay hơi hơn. Những cải tiến hơn nữa về hiệu suất động cơ đã được thử ở các tỷ số nén cao hơn, nhưng những nỗ lực ban đầu đã bị chặn bởi vụ nổ nhiên liệu sớm, được gọi là kích nổ.
Năm 1891, quá trình lọc dầu Shukhov đã trở thành phương pháp thương mại đầu tiên trên thế giới để phá vỡ các hydrocarbon nặng hơn trong dầu thô để tăng tỷ lệ sản phẩm nhẹ hơn so với chưng cất đơn giản.

### 1903 đến 1914
Sự phát triển của xăng theo sự phát triển của dầu mỏ là nguồn năng lượng thống trị trong thế giới công nghiệp hóa. Trước Thế chiến thứ nhất, Anh là cường quốc công nghiệp lớn nhất thế giới và phụ thuộc vào hải quân của mình để bảo vệ việc vận chuyển nguyên liệu thô từ các thuộc địa của mình. Đức cũng đang công nghiệp hóa và, giống như Anh, thiếu nhiều tài nguyên thiên nhiên phải được chuyển đến nước sở tại. Đến những năm 1890, Đức bắt đầu theo đuổi chính sách nổi tiếng toàn cầu và bắt đầu xây dựng một hải quân để cạnh tranh với Anh. Than là nhiên liệu cung cấp năng lượng cho hải quân của hai nước. Mặc dù cả Anh và Đức đều có trữ lượng than tự nhiên, nhưng những phát triển mới về dầu làm nhiên liệu cho tàu đã thay đổi tình hình. Tàu chạy bằng than là một điểm yếu chiến thuật vì quá trình nạp than cực kỳ chậm và bẩn và khiến con tàu hoàn toàn dễ bị tấn công, và nguồn cung than không đáng tin cậy tại các cảng quốc tế khiến những chuyến đi đường dài trở nên không thực tế. Những lợi thế của dầu mỏ đã sớm tìm thấy hải quân trên thế giới chuyển đổi sang dầu, nhưng Anh và Đức có rất ít trữ lượng dầu trong nước. Cuối cùng, Anh đã giải quyết được sự phụ thuộc vào dầu của hải quân bằng cách đảm bảo dầu từ Royal Dutch Shell và Công ty dầu mỏ Anglo-Persian và điều này được xác định xăng đến từ đâu và chất lượng xăng.
Trong thời kỳ đầu phát triển động cơ xăng, máy bay đã buộc phải sử dụng xăng xe cơ giới vì xăng hàng không chưa tồn tại. Những nhiên liệu ban đầu này được gọi là xăng chưng cất trực tiếp và là sản phẩm phụ từ quá trình chưng cất một loại dầu thô duy nhất để sản xuất dầu hoả. Xăng chưng cất trực tiếp sớm nhất là kết quả của việc chưng cất dầu thô phía đông và không có sự pha trộn của các sản phẩm chưng cất từ các loại rượu khác nhau. Thành phần của những nhiên liệu ban đầu này chưa được biết và chất lượng rất khác nhau vì dầu thô từ các mỏ dầu khác nhau xuất hiện trong các hỗn hợp hydrocarbon khác nhau theo các tỷ lệ khác nhau.
Các hiệu ứng động cơ được tạo ra bởi quá trình đốt cháy bất thường (kích nổ động cơ và đánh lửa trước) do nhiên liệu cấp thấp chưa được xác định, và kết quả là không có đánh giá nào về khả năng chống cháy bất thường cho xăng. Đặc điểm chung mà theo đó các loại xăng ban đầu được đo là trọng lượng riêng thông qua thang Baumé và sau đó là độ bay hơi (xu hướng hóa hơi) được chỉ định theo các điểm sôi, đã trở thành trọng tâm chính cho các nhà sản xuất xăng dầu. Những loại xăng dầu thô phía đông ban đầu có kết quả thử nghiệm Baumé cao (65 tới 80 độ Baumé) mà được gọi là "High-Test" Pennsylvania hay đơn giản là các loại xăng "High-Test". Chúng thường được sử dụng cho động cơ máy bay.
Đến năm 1910, sản xuất xe hơi tăng và tiêu thụ xăng tăng lên đã tạo ra nhu cầu lớn hơn về xăng. Ngoài ra, điện khí hóa ngày càng tăng tạo ra nhu cầu dầu hỏa giảm, tạo ra vấn đề về nguồn cung. Có vẻ như ngành công nghiệp dầu đang phát triển sẽ bị mắc kẹt trong việc sản xuất dầu hỏa quá mức và xăng sản xuất kém vì chưng cất đơn giản không thể thay đổi tỷ lệ của hai sản phẩm từ bất kỳ loại dầu thô nào. Giải pháp xuất hiện vào năm 1911, khi sự phát triển của quy trình Burton cho phép cracking nhiệt dầu thô, làm tăng năng suất phần trăm của xăng từ các hydrocarbon nặng hơn. Điều này được kết hợp với việc mở rộng thị trường nước ngoài để xuất khẩu dầu hỏa dư thừa mà thị trường trong nước không còn cần thiết. Những loại xăng "cracking nhiệt" mới này được cho là không có tác dụng có hại và sẽ được thêm vào loại xăng chưng cất trực tiếp. Ngoài ra còn có cách thực hành pha trộn các chất chưng cất nặng và nhẹ để đạt được kết quả đọc Baumé mong muốn và gọi chung là các loại xăng "pha trộn".
Dần dần, sự biến động đã đạt được sự ưu ái so với thử nghiệm Baumé, mặc dù cả hai sẽ tiếp tục được sử dụng kết hợp để chỉ định một loại xăng. Cuối tháng 6 năm 1917, Standard Oil (nhà máy lọc dầu thô lớn nhất tại Hoa Kỳ vào thời điểm đó) tuyên bố rằng tài sản quan trọng nhất của xăng dầu là sự biến động của nó. Người ta ước tính rằng mức đánh giá tương đương với các loại xăng chưng cất trực tiếp này dao động từ 40 đến 60 octaneee và "Thử nghiệm cao", đôi khi được gọi là "cấp chiến đấu", có thể trung bình từ 50 đến 65 octaneee.

### Xăng sinh học E5
Xăng sinh học sử dụng ethanol như là một loại phụ gia nhiên liệu pha trộn vào xăng thay phụ gia chì. Xăng sinh học là hỗn hợp của xăng A92 pha 5% ethanol.
Từ ngày 1/1/2015, xăng E5 được bán rộng rãi trên toàn Việt Nam.
Tuy nhiên xăng E5 lại không thích hợp cho các xe tay ga, xe mo tô có tỉ số nén cao (các loại xe tay ga và xe hơi mà hãng bắt buộc sử dụng xăng A95 thì không nên sử dụng E5).
Xăng E5 chứa ethanol dễ đốt cháy nhưng lượng tỏa nhiệt thấp hơn các loại xăng thông thường. Xe sử dụng xăng E5 sẽ chạy không vọt, tài xế đạp ga nhiều hơn gây tốn nhiên liệu và sản sinh lượng khí thải lớn hơn. Việc hạn chế khí thải độc của xăng E5 cũng mất đi. Các dòng xe đời cũ sử dụng bộ chế hòa khí nếu dùng xăng E5 có thể gặp khó khăn, đường ống dẫn xăng, ron..., bằng nhựa hoặc cao su khi sử dụng xăng E5 lâu ngày có thể bị bào mòn gây rò rỉ xăng, cháy xe. Sử dụng xăng E5 thì xe máy cũng như xe hơi không nên để bình xăng quá cạn, động cơ sẽ khó nổ.

## Các chỉ tiêu chất lượng

### Tính chống kích nổ
Có hai hiện tượng cháy có thể xảy ra:
- Cháy bình thường
- Cháy kích nổ

Chỉ số octan của xăng biểu hiện tính chống kích nổ của xăng. Xăng có trị số octan càng cao thì tính chống kích nổ càng cao. Xăng có trị số octan cao sử dụng cho động cơ có tỉ số nén cao. Nếu sử dụng xăng có trị số octan thấp cho xe có tỉ số nén cao sẽ gây hiện tượng octan cháy kích nổ. Nếu sử dụng xăng có trị số octan cao cho xe có tỉ số nén thấp thì xăng sẽ cháy khó cháy, cháy không hết tạo cặn than làm bẩn máy, hao xăng. Chỉ số octan thấp nhất là 92 và cao nhất đang sử dụng là 98.

### Tính bay hơi thích hợp
Xăng muốn cháy được trong máy thì cần phải bay hơi, trộn với một lượng oxy vừa đủ để đạt được hiệu suất đốt cao nhất, đối với động cơ đốt trong, chúng được trộn với nhau thông qua bộ chế hòa khí.
Nếu xăng bay hơi không thích hợp thì máy sẽ không phát huy được hết công suất, hao xăng nhiều và gặp phải những sự cố kỹ thuật sau:
- Hiện tượng nghẹt xăng hay nút hơi
- Hiện tượng ngộp xăng (sặc xăng)

### Tính ổn định hóa học cao
Khả năng giữ vững bản chất hóa học chống lại ảnh hưởng của môi trường xung quanh gọi là tính ổn định hóa học của xăng.
Tính ổn định hóa học của xăng bị ảnh hưởng nhiều bởi các yếu tố: nhiệt độ, diện tích tiếp xúc với không khí, độ sạch và khô của vật chứa, mức độ tồn chứa và thời gian tồn chứa
Xăng có hàm lượng keo nhựa càng cao thì có tính ổn định hóa học càng thấp.

### Không có sự ăn mòn, tạp chất cơ học và nước
Xăng có tính ăn mòn kim loại do sự có mặt của các hợp chất lưu huỳnh, các axít, keo nhựa chưa tinh chế hết trong quá trình chế biến.
- Tạp chất cơ học có trong xăng gồm những chất từ bên ngoài rơi vào trong quá trình bơm rót, vận chuyển như cát, bụi, các chất được pha thêm trong quá trình sản xuất, chế biến như nhiên liệu cháy, chất ổn định, ...
- Nước từ bên ngoài rơi vào xăng trong quá trình xuất, nhập, tồn chứa....

## Ứng dụng
Các loại máy móc chạy bằng xăng:
- Xe máy
- xe hơi
- Máy bay
- Máy phát điện

## Các quốc gia tiêu thụ lượng xăng lớn
- Hoa Kỳ
- Trung Quốc
- Nhật Bản